# Explikation
Explikation (lateinisch explicatio ‚Auseinandersetzung, Entwirrung, Erläuterung, Entfaltung, Ausdrücklichmachung‘) bezeichnet allgemein die Erklärung, Erläuterung, insbesondere die Erklärung eines Begriffes durch Darstellung seiner Merkmale, spezifisch nach Carnap und folgend in Philosophie, einschließlich Logik die Präzisierung eines unscharfen Begriffs und in der mathematischen Logik auch die Begriffsbestimmung von Symbolen, konventionellen Bezeichnungen u. a. Explizit bedeutet ‚ausdrücklich, eindeutig, klar‘.

## Explikation als Technik begrifflicher Präzisierung
Im Vordergrund steht die Lehre Carnaps von der Explikation als Mittel der logischen Analyse.
Sie dient der Präzisierung eines undeutlichen (vagen) oder mehrdeutigen Begriffs (Explikandum) bei der Entwicklung einer wissenschaftlichen Terminologie durch einen exakteren Begriff (Explikat) im Dienste größerer Bedeutungsklarheit und Bedeutungskonstanz. 
Nach Rudolf Carnap ist die rationale Nachkonstruktion von Begriffen eine der wichtigsten Aufgaben der Philosophie.
Die Aufgabe der Begriffsexplikation besteht darin, einen gegebenen, mehr oder weniger unexakten Begriff durch einen exakten zu ersetzen. Der gegebene Begriff (sowie der dafür verwendete Ausdruck) soll Explikandum heißen, den exakten Begriff (sowie den dafür vorgeschlagenen Ausdruck) hingegen, der den ersten ersetzen soll, nennen wir Explikat. Das Explikandum kann der Sprache des Alltags oder einem frühen Stadium der Wissenschaftssprache entnommen sein. Das Explikat muß durch explizite Regeln für seine Anwendung gegeben werden. Dies kann z. B. durch eine Definition geschehen, welche diesen Begriff in ein bereits vorhandenes System von logischmathematischen oder empirischen Begriffen einordnet. (Carnap (1959), S. 12)
Die Explikation wird teilweise der Definition (im weiteren Sinn) zugerechnet. Die Explikation beschreibt aber nicht lediglich einen Sprachgebrauch, sondern hat einen vorschreibenden (stipulativen) Charakter. Bei der Präzision werden herkömmliche Bedeutungen mitunter geändert, um sie für bestimmte wissenschaftliche Aufgabenstellungen verwendbar zu machen. Explikationen werden beurteilt nach ihrer Zweckmäßigkeit.
Ein einzelnes Wort natürlicher Sprachen kann mehrfach explizierbar sein, d. h., mehrere Explikate können adäquat sein. Es ist dann anzugeben, von welchem Explikat man ausgeht.
Die Explikation natürlichsprachlicher Wendungen ist nicht immer möglich. Dies wird im politischen oder auch wissenschaftlichen Jargon genutzt.

### Zum Übergang vom Explikandum zum Explikat
Der Übergang vom Explikandum zum Explikat erfolgt durch einen Abstraktionsvorgang.
Beispiel:
Es soll ein logisches Explikat der „Wenn-so-Beziehung“ (Implikation) gefunden werden. Das Explikandum kommt in Aussagen der Form „Wenn p, so q“ vor. Mit dem Alltagsgebrauch der Wenn-so-Beziehung sind eine Reihe nichtlogischer Momente in höchst unklarer Weise verknüpft. Man nimmt etwa an, dass p die Ursache für q sein müsse, damit die Aussage „wenn p, so q“ wahr ist.
Bei entsprechenden Testfragen ergibt sich ferner, dass die meisten Menschen die Aussage für falsch halten, wenn p falsch, q aber wahr ist. Ein Explikat zu diesem Explikandum ist, wie eine eingehende Analyse feststellt, die Subjunktion. Sie ist ausschließlich durch nachstehende Wahrheitstabelle festgelegt:
| \| {\displaystyle P} \| {\displaystyle Q} \| {\displaystyle P\rightarrow Q} \| \| ----------------- \| ----------------- \| ------------------------------ \| \| wahr \| wahr \| wahr \| \| wahr \| falsch \| falsch \| \| falsch \| wahr \| wahr \| \| falsch \| falsch \| wahr \| |                   |                                |
| {\displaystyle P} | {\displaystyle Q} | {\displaystyle P\rightarrow Q} |
| wahr | wahr              | wahr                           |
| wahr | falsch            | falsch                         |
| falsch | wahr              | wahr                           |
| falsch | falsch            | wahr                           |

Diese Begriffsexplikation verwirft das Explikandum nicht schlechthin als falsch, sondern bewahrt die wissenschaftlich wertvollen und richtigen Momente auf, beseitigt Unklarheiten und begriffliche Unschärfe und führt schließlich zu dem von allen psychologischen,
kausaltheoretischen u. a. Momenten entlastetem Explikat.

### Bedingungen der Adäquatheit eines Explikats
Carnap nennt für Explikate vier Adäquatheitsbedingungen:
1. Ähnlichkeit mit dem Explikandum: Das Explikat muss dem Explikandum ähnlich sein, da ansonsten keine Explikation vorliegt.
2. Exaktheit: Der Gebrauch des Explikats soll ausdrücklich, eindeutig und möglichst präzise geregelt sein.
3. Fruchtbarkeit (wissenschaftliche Nützlichkeit): Das Explikat muss sich in der wissenschaftlichen Praxis bewähren und insbesondere in der Lage sein, auch überall dort, wo bisher das Explikandum ausreichend die Anforderungen erfüllte, an dessen Stelle zu treten. Das Explikat soll so beschaffen sein, dass es nach Möglichkeit als Bestandteil einer in sich geschlossenen Theorie fungieren kann.
4. Einfachheit: Das Explikat soll dem Prinzip der Einfachheit genügen. Dort, wo unter den Gesichtspunkten einer bestimmten Theorie mehrere Explikate vom Explikandum ausgehend konstruiert werden können, soll dasjenige ausgewählt werden, das mit einem Minimum an logischer und allgemein systemtheoretischer Reichhaltigkeit auskommt. Es wird also wenig zweckvoll sein, solche Explikate ausgehend von einem bestimmten Explikandum zu konstruieren, die zugleich die Änderung großer Teile oder gar ganzer wissenschaftlicher Systeme verlangen. Diese Einfachheit soll zwei Forderungen erfüllen: (a) Die Einfachheit der Begriffsdefinition und (b) Die Einfachheit der durch diesen Begriff ermöglichten Gesetzesaussagen

Dieter Wunderlich betont erläuternd die Theoriebezogenheit einer Explikation, fordert die Explikation im Hinblick auf klare Fälle und die Einhaltung derselben Sprachstufe.

### Die Theoriebezogenheit der Explikation
Die Explikation hat Gemeinsamkeiten mit festsetzenden und feststellenden Definitionen, unterscheidet sich aber von ihnen durch ihre Theoriebezogenheit:
„Im Kern ist Sinn der Explikation allerdings nicht die Beschäftigung mit einem Sprachgebrauch, sondern die Klärung von Sachfragen, indem ein Sachverhalt in Beziehung auf das Begriffssystem einer wissenschaftlichen Theorie erklärt wird.“
Teilweise wird angenommen, dass eine Explikation tendenziell das gesamte vorhandene Begriffssystem einbeziehe und daher grundsätzlich nicht beendet werden könne.

### Die Formen des explizierten Begriffs
Der explizierte Begriff selbst tritt in drei Formen auf als:
1. klassifikatorischer Begriff: Einteilung der Dinge in zwei oder mehrere einander ausschließende Klassen, wie bei der Einteilung der Pflanzen und Tiere
2. quantitativer Begriff (auch: metrischer Begriff): Gegenstände oder deren Eigenschaften werden mittels numerischer Werte charakterisiert: Länge, Zeitdauer, Temperatur, Einkommen, Ausfuhrquote u. a.
3. komparativer Begriff (auch: Ordnungsbegriff, Relationsbegriff): Objekt A ist wärmer (mehr oder gleich u. a.) als Objekt B.